# Obrium circumcinctum
Obrium circumcinctum là một loài bọ cánh cứng trong họ Cerambycidae.